# 真崎勝次

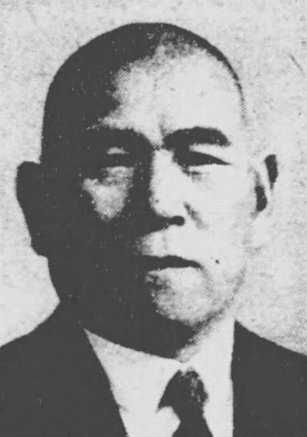
真崎勝次

眞崎 勝次（まさき かつじ、1884年（明治17年）12月22日 - 1966年（昭和41年）10月15日）は、日本海軍の軍人、政治家。最終階級は海軍少将。衆議院議員。

## 経歴
佐賀県出身。農業・眞崎要七の三男として生まれる。佐賀中学校を経て、1906年11月、海軍兵学校（34期）を卒業し、翌年12月に海軍少尉任官。海軍大学校専修科、海軍砲術学校高等科で学ぶ。「香取」「鹿島」「霧島」の各分隊長などを経て、砲術学校特修科で学ぶ。さらに、「天龍」「敷島」の各砲術長、第5戦隊司令部付、第6戦隊司令部付、第3艦隊司令部付、軍令部第3班第6課出仕、同第3班第5課参謀、ソ連大使館付武官、横須賀鎮守府付などを歴任。1927年12月、海軍大佐に進級。
給油艦「隠戸」特務艦長、大湊要港部参謀長、「山城」艦長、兼「五十鈴」艦長、横須賀防備隊司令、横須賀鎮守府付などを歴任し、1933年11月、海軍少将に進級。以後、横須賀人事部長、横須賀警備戦隊司令官、大湊要港部司令官などを歴任し、1936年3月、予備役に編入された。その後、1942年2月、第21回衆議院議員総選挙に佐賀県第1区から出馬し当選。大日本政治会総務を勤めた。
戦後、公職追放されたが、1952年6月に解除され、1955年2月、第27回衆議院議員総選挙に佐賀県全県区において日本民主党から出馬し当選。所属政党が保守合同により自由民主党となる。1958年5月、第28回総選挙で落選した。翌1959年の第5回参議院議員通常選挙に全国区から自由民主党公認で立候補したが落選した。衆議院議員を通算2期務めた。

## 親族
- 二男 眞崎隆（海軍主計大尉）
- 三男 眞崎三郎（海軍大尉）
- 兄 眞崎甚三郎（陸軍大将）
- 甥 真崎秀樹（昭和天皇の通訳）兄・甚三郎の息子
- 遠戚 原口一博（衆議院議員）[2]

## 著書
- 『非常時局読本』慶文社、1939年。
- 『亡国の回想』国華社、1950年。
- 『日本はどこへ行く - 罠にかかった日本』実業之世界社、1960年。
- 『隠された真相 - 暗い日本に光明』思想問題研究会、1962年。